# ロバート・レイモンド (第2代レイモンド男爵)
第2代レイモンド男爵ロバート・レイモンド（英語: Robert Raymond, 2nd Baron Raymond、1717年頃 – 1756年9月19日）は、グレートブリテン王国の貴族、フリーメイソン。

## 生涯
初代レイモンド男爵ロバート・レイモンドとアン・ノーシー（Anne Northey、1731年7月25日以前没、サー・エドワード・ノーシーの娘）の息子として、1717年頃に生まれた。
1733年3月19日に父が死去すると、レイモンド男爵の爵位を継承した。
1739年から1740年までフリーメイソンの一員としてイングランド首位グランドロッジのグランドマスターを務めた。
1741年6月25日、メアリー・ブランデル（Mary Blundell、1782年以降没、初代ブランデル子爵モンタギュー・ブランデルの娘）と結婚した。
1756年9月19日に39歳で死去、後継者がおらず爵位は断絶した。